# 拉脱维亚表演者和制片人协会
拉脱维亚表演者和制片人协会（簡稱為：拉脫維亞語：）是於1999年成立的拉脱维亚非營利音樂協會，負責製作拉脱维亚音樂排行榜和唱片認證，是國際唱片業協會的成員。

## 外部連結
- 官方网站